# CRKミュージックアワー♪ メリケン☆開放区
『CRKミュージックアワー♪ メリケン☆開放区』（シーアールケイ - ）は、ラジオ関西で放送している金曜深夜の音楽番組である。

## 概要
- 2009年3月まで、ナイターオフにオンエアしていた「名曲☆ラジオ☆関西」のパーソナリティ3人の番組をまとめた構成になっている。
- 邦楽から洋楽、映画やライブ情報から格闘技情報までと取り上げる範囲は幅広く、まさに「解放区」である。
- 2009年10月2日より放送時間が30分延長になり、事実上27:00（深夜3:00）～翌5:30までになったが、ラジオ関西のタイムテーブルなどでは、「CRKミュージックアワー♪ メリケン☆開放区」が金曜27:00-29:00で、土曜5:00からの30分間は「引き続きメリケン☆開放区」という別番組となっている。
- 2010年3月26日放送分で終了。番組のコンセプトの一部は『CRKミュージックアワー めざせサンキング』に引き継がれる。

## 放送時間
- 金曜日 27:00-29:30

※2009年9月25日までは同曜日の27:00-29:00までの放送。
- - 通常は、金曜日に収録。

## パーソナリティ
- 藤沢俊一郎：邦楽、格闘技担当
- 西村愛：関西でのライブ、フェスの紹介担当
- 高平裕美：洋楽担当（午前5時台の「引き続きメリケン☆開放区」のみ。2009年9月25日までは、午前4時台前半のみ。）

## コーナー

### CRKミュージックアワー♪ メリケン☆開放区
- なんだったんだ？7DAYS
  - 藤俊、愛ちゃんの今週一週間の出来事を二人の選曲とともに振り返るコーナー。
- 西村愛のミュージック研究室
  - 関西でのライブ、フェスの紹介や、関西を中心にライブ活動をしているアーティストを紹介するコーナー。
- ゲスト解放区
  - ゲストインタビュー
- Monthly A Music
- 留守電解放区
  - 留守番電話に録音された形式で、ゲストのメッセージを紹介するコーナー
- フレちゃん解放区
  - 尼崎の健康ランド「天然温泉あま湯ハウス」で定期的に黒人ソウル・シンガー、Freddie(フレディー)の活動を紹介するコーナー
- 藤俊（フジシュン）の虎の穴
  - 格闘技に詳しい藤俊が格闘技について熱く語るコーナー
- 俺様ランキング
  - 仁義なき缶コーヒーバトル
    - 缶コーヒー単品のおいしさ、およびその週のお土産との食べ合わせなどから、缶コーヒーの勝敗を決めるコーナー。投票は、ディレクターのカリエンテ、藤俊、愛ちゃんの三票のみ。五週勝ち抜けで、その缶コーヒーは「殿堂入りチャンピオン」となる。初の殿堂入りチャンピオンは、「ネスカフェ　カリビアン・ゼロ」。 二代目は、「ジョージア　ご褒美ブレイク」。 三代目は、「伊藤園 W coffee カフェオレ」。四代目は、「SUNTORY BOSS　GOLD PRESSO」

- CRKスーパーカウントダウン（邦楽）

### 引き続きメリケン☆開放区
- CRKスーパーカウントダウン（洋楽）
- 裕美の洋楽クリニック
  - 裕美の爆釣80's（2009年9月）
    - 高平裕美さんの趣味である釣りの話題と80年代洋楽紹介するコーナー。

  - 裕美のウキウキ80's（2009年4月～8月）
- 朝のクラシック、略して、朝クラ！（南は・・・！）

## 備考
- ゲストトークなどでは、お薦めの「深夜のコンビニグルメ」を取り上げることが多い。
- 番組リスナーのことは、「メリケンジャー」と呼んでいる。
- 実際には、「CRKミュージックアワー♪ メリケン☆開放区」が金曜27:00-29:00で、土曜5:00からの30分間は別番組「引き続きメリケン☆開放区」となっており、メールアドレスも分けられている。